# 康拉德·馮·埃里希豪森

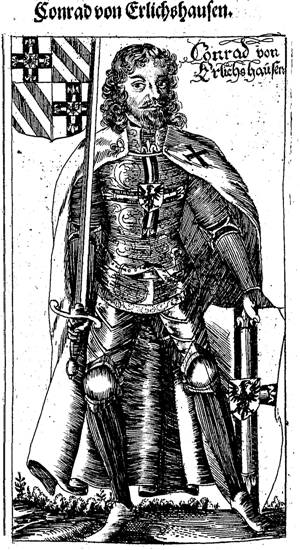
康拉德·馮·埃里希豪森

康拉德·馮·埃里希豪森（德語：Konrad von Erlichshausen 或 Ellrichshausen），於1390年或1395年出生於施瓦本薩特爾多夫附近的埃里希豪森（Ellrichshausen），並於1449年在馬爾堡城堡去世。他是他從1441年到1449年擔任條頓騎士團第30任大團長。他死後，他的表弟路德維希·馮·埃利希豪森接替了這一職務。